# Baby (cântec de Ashanti)
„Baby” este un cântec al interpretei americane Ashanti, lansat pe data de 5 noiembrie 2002. Piesa a fost lansată ca cel de-al treilea și ultimul single al albumului Ashanti. „Baby” a obținut locul 15 în Billboard Hot 100 și locul 48 în clasamentul din Olanda.

## Lista cântecelor
Disc single distribuit în Elveția
1. „Baby” (editare radio)
2. „Baby” (versiunea de pe album)
3. „Baby” (remix)
4. „Baby” (videoclip)

## Remixuri
- „Baby” [remix] [cenzurată] colaborare cu Crooked I
- „Baby” [remix] [cenzurată W/O Rap]
- „Baby” [remix] [negativ]
- „Baby” [remix] [cenzurată] colaborare cu Scarface

## Clasamente
| Clasament                            | Poziția maximă | Referință |
| ------------------------------------ | -------------- | --------- |
| Dutch Singles Chart                  | 48             | [ 3 ]     |
| U.S. Billboard Hot 100               | 15             | [ 2 ]     |
| U.S. Billboard Hot R&B/Hip-Hop Songs | 7              | [ 2 ]     |
| U.S. Billboard Rhythmic Top 40       | 7              | [ 2 ]     |
| U.S. Billboard Top 40 Tracks         | 39             | [ 2 ]     |